# Sarbel
Sarbel Michael řecky Σαρμπέλ Μιχαήλ arabsky شربل مخائيل‎ (* 14. května 1983 Londýn, Anglie, Spojené království) známý profesionálně jen jako Sarbel je kyperský Řek a zároveň popový zpěvák částečně kyperského a libanonského původu. Je dobře známý na Kypru, v Řecku a v některých částech arabského světa pro jeho debutový singl "Se pira sovara" a jeho následné albuma Parakseno sinesthima, Sahara a Kati san esena. Reprezentoval Řecko na Eurovision Song Contest 2007 s písní "Yassou Maria", která se umístila na #1 na Kypru a Řecku a objevilo se v UK Singles Chart.

## Biografie
Sarbel se narodil a vyrůstal v severní části Londýna, v Southgate, v Anglii. Má kyperského otce Eliase, který je také zpěvák a hraje na buzuki. Matka, která je v maronitské katolické církvi má libanonské kořeny a profesí je právnička. Sarbelova rodina v létě často podniká cesty do Řecku a na Kypru. Získal vzdělání na jezuitské vysoké škole Svatého Ignáce v Enfieldu. Studoval hudbu, drama a múzická umění. Od svých 5 do 16 let vystupoval v anglické národní opeře a v Royal Opera House v Covent Garden. Nahrál operu Tosca do angličtiny pro Chandos Records jako chlapec pastýře.
Byl pojmenován po matce Maronitě Saint – Charbel. Jméno se správně vyslovuje [šarbel], ale protože standardní řecká abeceda postrádá š, vyslovuje to jako [sarbel], dle řecké transliterace.
Zpíval každoročně ve škole Sv. Ignáce a na talentových show.
Když mu bylo 18, rozhodl se navštívit Krétu, kde zpíval v heraklionském palladiu. Objevil Řecko, tradiční řecké zvyky, a znovu poznal řeckou folkovou hudbu, kterou mu dával poslouchat jeho otec, když byl Sarbel ještě dítě. Po tomto už nic nevymazalo Sarbelovi Řecko z hlavy. Měl blíže k Řecku, než kdykoli předtím. Ve věku 21 let podepsal šestiletý nahrávací kontrakt se společností Sony BMG.

## Hudební kariéra

### 2004-2005: Parakseno sinesthima (Παράξενο Συναίσθημα)
Na výsluní se dostal v roce 2004, kdy nahrál orientální hit "Se pira sovara", který představil spolu s řeckou zpěvačkou Irini Merkouri, který nejprve představil mladý zpěvák fanouškům v Řecku, ale i napříč Blízkým Východem (zejména na Kypru a Libanonu). Píseň "Se pira sovara" vychází z arabské písně nazvané "Sidi Mansour" podle Sabera Rebaïe. Na stejném CD (CD singl) vypustil 2. duet se Merkouri nazvaný "Agapi Mou Esi". V roce 2005 vydal své sólové debutové album nazvané Parakseno sinesthima (řecky Παράξενο συναίσθημα). Toto album se stalo zlatým a bylo znovu vydáno s písní "Thelo na Petaxo" sponzorované kosmetickou společností Wella a bonusovou stopou "Boro Boro", která se stala slavnou během ceremoniálu udílení cen televize MAD. Písně "Se Pira Sovara", "Sokolata" a "Thelo Na Petakso" jsou jen některé nejvýznačnější.

### 2006: Sahara
V červenci 2006 vydal své druhé album - Sahara. Stejného roku nahrál duet s řeckou zpěvačkou Natassou Theodoridou pojmenovaný "Na' Soun Thalassa", který byl také zahrnut jako bonusová píseň na albu. Mezi pozoruhodné písně patří "Taxe Mou", "Sahara" a "Enas Apo Mas".

### 2007: Eurovision Song Contest a Sahara: Euro Edition

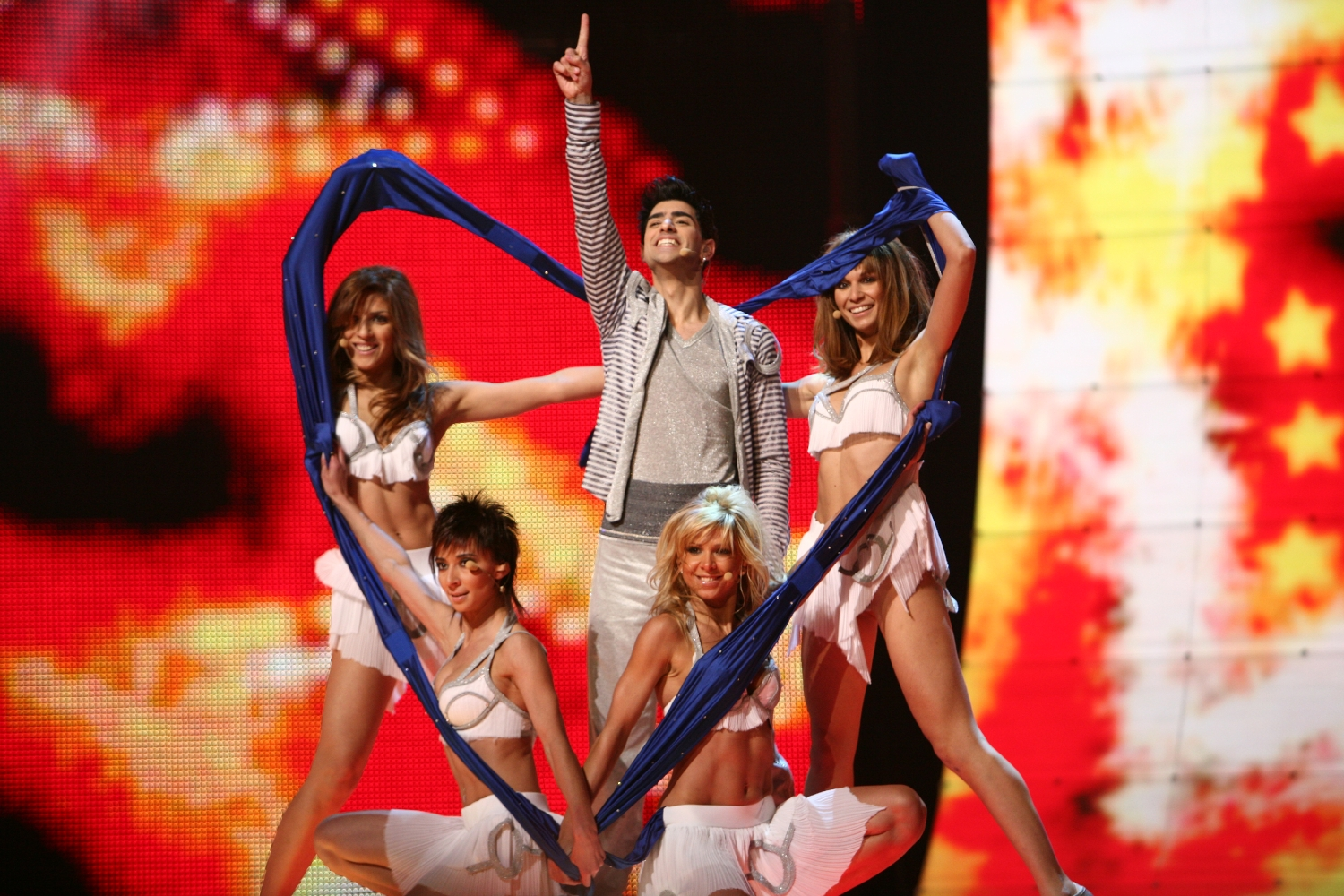
Sarbel na soutěži Eurovision 2007

Když rostla jeho obliba, bývalá řecká televize ERT požádala Sarbela, aby soutěžil o letenku k reprezentaci Řecka na Eurovision Song Contest 2007 konané ve finských Helsinkách. Soutěžil proti uznávanému zpěvákovi Christosu Dantisu a nováčkovi Tamta.
O tři roky později, poté, co začal zpívat profesionálně v řeckých klubech v Londýně, se rozhodl vrátit se do Řecka. Když se sešel s Panagiem Sterigou a producentem Giannisem Doulamisem, otevřely se mu dveře ke svému snu - nahrát desku se Sony BMG. Na jaře roku 2005 vyšel jeho první singl s názvem "Se Pira Sovara."
Sarbelovo první album, "Parakseno Sunaisthima", byl velkým hitem a velmi brzy nebylo toto CD nikde k dostání.
Za vším stojí ženy, dalo by se říci - osudovým mu bylo setkání s Irini Merkouri, se kterou dělal Sarbel první krůčky na vrchol slávy. Jezdil s ní na její koncerty a byla mu dobrou kamarádkou a rádkyní co se týká muziky.
Úspěch na sebe nenechal dlouho čekat a v létě roku 2006 vydal Sarbel druhé album s názvem "Sahara". V té samé době se zrodil nádherný duet s Natasou Theodoridou - "Na´soun thalassa".
Ještě to léto se vydal s Antonisem Remosem na koncertní šňůru po Soluni a Jižní Africe. Sarbel potom cestoval s neustále odjíždějící a zase se vracející populární zpěvačkou Vanesou Adamopoulou a zorganizoval koncerty po celém Řecku a Kypru. Spolupracoval také s Nikem Makropoulosem.
Do povědomí diváků z celého světa se dostal až vystoupením v soutěži Eurovision Song Contest, kdy se představil s písní Yassou Maria v anglické verzi. Byla vydána i řecká verze písně.